# Saint-Loup-de-Buffigny
Saint-Loup-de-Buffigny é uma comuna francesa na região administrativa de Grande Leste, no departamento de Aube. Estende-se por uma área de 10,16 km². Em 2010 a comuna tinha 216 habitantes (densidade: 21,3 hab./km²).